# Hana Knapová
Hana Knapová (narozena asi 1956) je bývalá československá krasobruslařka.
Byla členkou klubu Stadion Praha. Na mistrovství Československa 1974 odstoupila z druhého místa po povinných jízdách pro zranění.

## Výsledky
| Soutěž                             | 1970 | 1971 | 1972 | 1973 | 1974 | 1975 | 1976 |
| ---------------------------------- | ---- | ---- | ---- | ---- | ---- | ---- | ---- |
| Mistrovství světa v krasobruslení  |      |      |      |      | 18   | 19   |      |
| Mistrovství Evropy v krasobruslení |      |      | 19   |      | 12   | 13   | 12   |
| Mistrovství ČSR v krasobruslení    | 6    | 5    | 4    | 2    | ND   | 2    | 1    |